# Nuragus
Nuragus est une commune italienne de moins de 1 000 habitants, située dans la province du Sud-Sardaigne, dans la région Sardaigne en Italie.

## Administration
| Période                                  | Période | Identité | Étiquette | Qualité |
| ---------------------------------------- | ------- | -------- | --------- | ------- |
|                                          |         |          |           |         |
| Les données manquantes sont à compléter. |         |          |           |         |

Province : Cagliari
Code postal : 08030 
Préfixe téléphonique : 0782 
Altitude : 359 m
Habitants : 1 069
Territoire: 1 900 hectares

### Hameaux
- Lixius

### Communes limitrophes
Genoni, Gesturi, Isili, Laconi, Nurallao